# 本島人及清国人ノ犯罪予審ニ関スル件
本島人及清国人ノ犯罪予審ニ関スル件（ほんとうじんおよびしんこくじんのはんざいよしんにかんするけん、明治32年律令第9号）は、日本統治時代の台湾における予審に関する特例について規定した日本の律令。明治32年（1899年）4月28日成立、公布。
本令は、刑事訴訟特別手続（明治38年律令第10号）の施行によって廃止された。

## 概要
本令は、本島人及び清国人の犯罪について、地方法院の検察官がその事件の軽重難易に従って予審を求め、又は直ちにその法院に訴えを提起することができる旨を規定したものである。